# Inwestycyjna koncepcja twórczości
Inwestycyjna koncepcja twórczości (ang. investment theory of creativity) – psychologiczna koncepcja twórczości odwołująca się do metafory kupowania oraz sprzedawania akcji na rynku papierów wartościowych. Sformułowana została przez Roberta Sternberga i Todda Lubarta po raz pierwszy w artykule z 1991 r. pod tytułem An investment theory of creativity and its development, opublikowanym w czasopiśmie Human Development.

## Twórczość w ujęciu koncepcji inwestycyjnej
Zgodnie z tą koncepcją twórczość jest w olbrzymim stopniu kwestią podejmowanych decyzji. Kluczowe są strategie inwestowania we własną twórczość stosowane przez konkretne osoby poruszające się w świecie idei. Jednostki twórcze charakteryzują się tym, że zachowują się niczym dobry inwestor, a więc kupują tanio (idee nowe, mało popularne, a nawet wydające się trochę śmieszne), by po pewnym czasie sprzedać drogo (te same idee, ale już odpowiednio ukształtowane, spopularyzowane i cieszące się estymą). Z kolei osoby mniej twórcze zachowują się dokładnie odwrotnie, a więc kupują drogo (muszą włożyć wiele czasu i wysiłku, aby dobrze zrozumieć idee, które mają długą historię rozwoju i są wyrafinowane), a sprzedają tanio (ich wkład w udoskonalenie tych idei jest niewielki).
Zgodnie z tą koncepcją osoba twórcza, podobnie jak dobry inwestor, unika podążania za tłumem, zachowań stadnych i myślenia konformistycznego. Z założenia naśladowanie tego, co myślą i robią inni ludzie, jest nieskuteczną strategią inwestycyjną zarówno na rynku, jak i w świecie idei.